# 劉勝剛
劉　勝剛（りゅう　しょうごう 1976年11月15日- ）は中国の柔道選手。階級は95kg超級と100kg超級。身長205cm。体重145kg。

## 人物
1995年の世界選手権では準々決勝で小川直也に片羽絞で敗れるなどして7位だった。1996年のアトランタオリンピックでは準々決勝で元世界チャンピオンであるロシアのセルゲイ・コソロトフを払腰で破るも、準決勝でスペインのエルネスト・ペレスに技ありで敗れると、3位決定戦でもベルギーのハリー・ファンバルネベルトに腕挫十字固で敗れて5位に終わった。アジア選手権では95kg超級で優勝するも無差別で2位だった。1997年の東アジア大会では決勝で篠原信一に内股で敗れた。1998年の正力国際100kg超級では決勝で井上康生に内股で敗れると、無差別では3位だった。2002年のアジア大会無差別でも3位だった。

## 主な戦績
- 1995年 -　世界選手権 7位
- 1996年 -　アトランタオリンピック　5位
- 1996年 -　アジア選手権　95kg超級　優勝　無差別　2位
- 1997年 -　東アジア大会　2位
- 1998年 -　正力国際　100kg超級　2位　無差別　3位
- 2001年 - 韓国国際　2位
- 2002年 -　アジア大会　無差別　3位
- 2002年 - 青島国際　優勝

(出典)。